# لازلو لوفاز
لازلو لوفاز (بالإنجليزية: László Lovász)‏ (بالمجرية: Lovász László)‏ (من مواليد 9 مارس 1948) هو عالم رياضيات مجري، اشتهر بعمله في مجال التوافقية، وحصل على جائزة وولف وجائزة نوث في عام 1999، وجائزة كيوتو في 2010. هو الرئيس الحالي لأكاديمية العلوم المجرية. شغل منصب رئيس الاتحاد الدولي للرياضيات بين 1 يناير 2007 و31 ديسمبر 2010.

## روابط خارجية
- لازلو لوفاز على موقع مونزينجر (الألمانية)